# Palasport Dal Lago
Il palazzetto dello sport "Stefano Dal Lago" (detto anche Pala Dal Lago, in precedenza semplicemente "palazzetto dello sport") è un'arena coperta della città di Novara ubicata in viale Kennedy 34.
È intitolato alla memoria di Stefano Dal Lago, hockeista su pista che morì il 27 settembre 1988 proprio presso la struttura, a causa di un arresto cardiaco occorso durante un incontro di Coppa Italia fra il suo Hockey Novara e il Forte dei Marmi.
Oltre alla sala principale, sotto le tribune sono situate quattro palestre utilizzate da attività legate al pugilato, arti marziali, scherma ed altro. Fa parte del complesso anche un'altra struttura coperta con piscina e tribuna, utilizzata fino all'apertura del nuovo impianto dello Sporting Village nel 2007.
Nel corso degli anni la struttura ha subito diverse ristrutturazioni. In particolare nel 1984 in occasione dei Mondiali di hockey pista di Novara è stato rifatto il parquet della pista utilizzando un legno speciale proveniente dal Mozambico. Il parquet è stato rinnovato, insieme alle balaustre, anche nel 2023 durante la ristrutturazione per i Mondiali di hockey pista di Novara del 2024.

## Storia del palazzetto
Nel corso degli anni il palazzetto ha ospitato manifestazioni di diverse discipline sportive ed eventi extrasportivi.

### L'hockey su pista

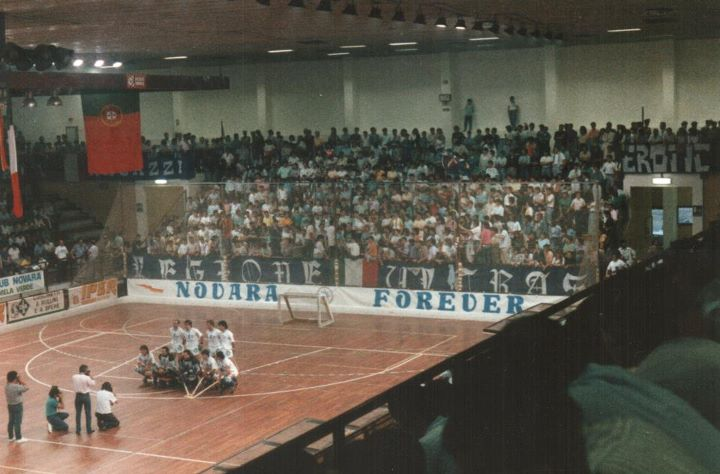
Il palasport nel 1987

Il palazzetto venne costruito nel 1969, una struttura coperta appositamente realizzata per l'hockey su pista, con una capienza di 2500 persone. Da quando è stato inaugurato, il palasport è diventato la casa dell'hockey cittadino e, in particolare: dell'Hockey Novara (formazione capace di vincere 32 scudetti), dell'Amatori Novara, della Rotellistica '93, del Roller Novara (poi Roller 3000, Roller Effenbert Hockey Novara e A.S.D. Hockey Novara) e dell'Azzurra Hockey Novara.

#### Mondiali di hockey su pista 1984
Durante la prima metà degli anni ottanta l'hockey su pista piemontese vive i suoi anni migliori e, dopo aver ospitato i Campionati Europei del 1983 a Vercelli, ospitò a Novara il Campionato mondiale del 1984 presso questo impianto.

#### La Nazionale italiana
A distanza di 29 anni dal Mondiale novarese del 1984, l'8 marzo 2013 la Nazionale italiana tornò qui in occasione del Memorial "Stefano Dal Lago" per disputare un'amichevole contro gli All Star Italia, una selezione di ex azzurri che contribuirono a far grande la Nazionale.
La nazionale azzurra è tornata al Pala Dal Lago anche il 25 marzo 2024 per un'amichevole con l'Azzurra Hockey Novara.

#### Mondiali di hockey su pista 2024
Durante il Campionato mondiale di Novara 2024, dall'8 al 22 settembre 2024 si sono disputate al Pala Dal Lago alcune fasi del Campionato mondiale Under-19, del Campionato mondiale femminile e del Campionato intercontinentale maschile.

### La pallacanestro
L'impianto ha ospitato anche la pallacanestro. Nel campionato 1978-1979 le partite casalinghe della Manner Novara e, dal 1998-1999 le partite in Serie B e poi in Legadue della Cimberio, squadra cestistica con sede sociale prima a Borgomanero (Centro Sportivo Borgomanero) e poi a Novara. Dal 2007 la nuova società novarese Basket Draghi Novara scelse di giocare allo Sporting Palace. 
Nell'annata 2009-2010 la Nuova Pallacanestro Vigevano ha disputato qui gran parte della propria stagione da neopromossa in Legadue, complice l'inadeguatezza del vecchio palasport vigevanese agli standard della Lega e nell'attesa di una nuova struttura.

### La pallavolo
Fra le varie formazioni maschili e femminili ospitate spicca l'Asystel Volley, squadra militante in Serie A1 femminile (dal 2001 al 2003 come AGIL Volley) che disputò tre finali scudetto e vinse due Coppe CEV, una Coppa Italia e due Supercoppe italiane. Tuttavia al termine della stagione 2007-2008 ci fu il trasferimento al nuovo e più capiente Sporting Palace.